# 跡見学園女子大学短期大学部
跡見学園女子大学短期大学部（あとみがくえんじょしだいがくたんきだいがくぶ、英語: Atomi Junior College）は、東京都文京区大塚1-5-2に本部を置いていた日本の私立大学である。1950年に設置され、2007年に廃止された。大学の略称は跡見短大。

## 概観

### 大学全体
- 東京都文京区に所在した日本の私立短期大学で、設置主体は学校法人跡見学園[1]。
- 国内で最初に認可された短期大学149校[注 3]の1校として、1950年に跡見学園短期大学として2学科体制で開学した[2]。学名の由来は跡見学園の創始者である跡見花蹊によるものである。のちに増設により3学科は3つ。
- 2005年度の入学生を最後に[注釈 2]、2007年に短期大学としての使命を終える[3]。

### 建学の精神（校訓・理念・学是）

#### 教育および研究
- 一般教育科目として「東京学」という全国の短大でも唯一の科目が設置されていた。専門教育については、学科の欄を参照。「化粧講習会」・「テーブルマナー講習会」・「フラワーアレンジメント講習会」などのイベントが行われていた[4]。

#### 学風および特色
- 詳細は右記資料を参照のこと[5]。

## 沿革
- 1858年
  - 跡見花蹊により、大阪の中之島に跡見塾が開かれる[6]。
- 1875年
  - 跡見学校が開校する。
- 1949年
  - 10月 文部省[注釈 3]に短期大学[注 4]の設置認可に関する申請を行う[注 5]。なお、学科・専攻は以下の通りとなっている[注 6]。
    - 文学科 入学定員50名
    - 生活芸術科 入学定員50名
    - 家政科 入学定員50名
- 1950年
  - 3月14日 左記を以て短期大学の設置が文部省[注釈 3]より認可される[注 7]。
  - 4月1日 左記を以て跡見学園短期大学（あとみがくえんたんきだいがく）として以下の学科体制にて開学[注 8]。
    - 文科 入学定員40名
    - 家政科 入学定員80名
- 1951年
  - 2月21日 学校法人が成立する[18]。
- 1952年
  - 4月1日 以下の学科を増設する[注 9]。
    - 生活芸術科 入学定員60名[注 10]
- 1954年
  - 5月1日 学生数[21]/定員
    - 文科 136[注釈 4]/80
    - 家政科 153[注釈 4]/120
    - 生活芸術科 155[注釈 4]/120
- 1958年
  - 4月1日 以下、各学科の入学定員増を行う[22]。
    - 文科 40→100
    - 家政科 60→120
    - 生活芸術科 60→120

  - 5月1日 学生数[23]/定員
    - 文科 167[注釈 4]/140
    - 家政科 341[注釈 4]/180
    - 生活芸術科 299[注釈 4]/180
- 1959年
  - 5月1日 学生数[24]/定員
    - 文科 185[注釈 4]/200
    - 家政科 375[注釈 4]/240
    - 生活芸術科 360[注釈 4]/240
- 1982年
  - 4月1日 以下、入学定員の変更あり[注 11]。
    - 文科 100→140[注 12]
      - 国文専攻 入学定員100名
      - 英文専攻 入学定員40名

    - 家政科 120→100
    - 生活芸術科 120→100

  - 5月1日 学生数[29]/定員
    - 文科 472[注釈 4]/240
    - 家政科 380[注釈 4]/220
    - 生活芸術科 365[注釈 4]/220
- 1983年
  - 5月1日 学生数[30]/定員
    - 文科 432[注釈 4]/280
    - 家政科 404[注釈 4]/200
    - 生活芸術科 369[注釈 4]/200
- 1985年
  - 5月1日 学生数[31]/定員
    - 文科 433[注釈 4]/280
    - 家政科 357[注釈 4]/200
    - 生活芸術科 386[注釈 4]/200
- 1986年
  - 4月1日 文科英文専攻の入学定員を40→100に増員[注 13]。
  - 5月1日 学生数[36]/定員
    - 文科 514[注釈 4]/340
    - 家政科 349[注釈 4]/200
    - 生活芸術科 353[注釈 4]/200
- 1987年
  - 5月1日 学生数[37]/定員
    - 文科 591[注釈 4]/400
    - 家政科 335[注釈 4]/200
    - 生活芸術科 319[注釈 4]/200
- 1992年
  - 5月1日 学生数[注 14]/定員
    - 文科 632[注釈 4]/400
    - 家政科 282[注釈 4]/200
    - 生活芸術科 287[注釈 4]/200
- 1995年
  - 4月1日 跡見学園女子大学短期大学部と改称[40]。
  - 5月1日 学生数[41]/定員
    - 文科 533[注釈 4]/400
    - 家政科 285[注釈 4]/200
    - 生活芸術科 270[注釈 4]/200
- 1999年
  - 5月1日 学生数[42]/定員
    - 文科 526[注釈 4]/400
    - 家政科 257[注釈 4]/200
    - 生活芸術科 227[注釈 4]/200
- 2000年
  - 4月1日 文科英文専攻の入学定員を100→98に減員[注 15]。
- 2002年
  - 4月1日 以下、入学定員減あり[48]。
    - 文科
      - 国文専攻 100→70
      - 英文専攻 98→95

    - 家政科 100→95
    - 生活芸術科 100→80
- 2004年
  - 4月1日 学科及び専攻の改称、さらに入学定員の増減を以下の通り執り行う[注 16]。
    - 文科→言語文化科
      - 国文専攻 70→日本語専攻 60
      - 英文専攻 95→英語専攻 100

    - 家政科 95→100
- 2005年
  - 4月1日 この年度で短期大学としての学生募集を最終とする[注釈 2]。
- 2007年
  - 6月11日 左記をもって正式に廃止となる[3]。

## 基礎データ

### 所在地
- 東京都文京区大塚1-5-2[注釈 1]

### 象徴
- 跡見学園女子大学短期大学部のカレッジマークはサクラの花弁をイメージしたものとなっていた[5]。
- スクールカラーは紫となっている[51]。

## 教育および研究

### 組織

#### 学科
- 家政科 入学定員100名[注釈 5]
- 言語文化科
  - 日本語専攻 入学定員60名[注釈 5]
  - 英語専攻 入学定員100名[注釈 5]
- 生活芸術科 入学定員80名[注釈 5]

#### 専攻科
- なし

#### 別科
- なし

#### 取得資格について
- 中学校教諭二種免許状[注 17]
  - 家庭：家政科[47]
  - 保健：家政科[54]
  - 国語：言語文化学科日本語専攻の前身である文科国文専攻にて[47]。
  - 英語：言語文化学科英語専攻の前身である文科英文専攻にて[55]
  - 美術：生活芸術科
- 当初は中学校教諭ほか高等学校教諭免許状の教職課程を併設。科目は以下の通り[注 18]
  - 家庭・保健：家政科
  - 国語：旧・文科
  - 図画・工作[注 19]：生活芸術科

### 研究
- 『跡見学園短期大学紀要』[57]
- 『跡見学園短期大学紀要 別冊 スタンダール著 ローマ、ナポリ、フィレンツェ 臼田紘訳・編(中扉)』[58]
- 『跡見学園女子大学短期大学部紀要』[59]
- 『文科報』[60]ほか

## 学生生活

### 部活動・クラブ活動・サークル活動
- 跡見学園女子大学短期大学部で活動していたクラブ活動
  - 体育系：スキー・テニス・ラクロス・バスケットボール・バレーボール・チアリーディング・軟式野球・バドミントン・フィギュアスケートほか
  - 文化系：英語・マンドリン・映画研究・箏曲・放送研究・茶道・ホステリングほか

### 学園祭
- 跡見学園女子大学短期大学部の学園祭は「跡見祭」と呼ばれていた[4]。

## 大学関係者と組織

### 大学関係者一覧

#### 出身者
- 岡崎京子（漫画家、生活芸術科卒業）
- 加藤有生子（声優、生活芸術科卒業）
- 島田佳奈（作家、生活芸術科中退）
- 白石海夕希（テレビキャスター）
- 猫背椿（女優）
- みわ優子（女優）
- 森下悠里（タレント、家政科食物専攻卒業）
- 山本道子（小説家、国文科卒業）
- 和佐田道子（翻訳者）

## 施設

### キャンパス
- 学校法人跡見学園本部があった文京区茗荷谷に大学とは別に短大独自のキャンパスがおかれていた。跡見花蹊の銅像がある。

### 学生食堂]
- 跡見学園女子大学短期大学部の学生食堂（学食）には、ヘンリー・ミラーの絵画が飾られていた。

### 学生寮
- 跡見学園女子大学短期大学部には「跡見学園学生寮」が埼玉県新座市に設置されていた。

## 対外関係

### 他大学との協定
- コロンビア大学（アメリカ）

### 系列校
- 跡見学園中学校・高等学校
- 跡見学園女子大学

## 社会との関わり
- 公開講座をおこなっていた。

## 関連サイト
- 跡見学園女子大学短期大学部 - ウェイバックマシン（2016年4月14日アーカイブ分）
- 跡見学園女子大学・沿革 - ウェイバックマシン（2013年2月18日アーカイブ分）